# 8. redovita opća skupština Biskupske sinode
Osma redovita opća skupština Biskupske sinode održana je od 30. rujna do 28. listopada 1990. godine. Tema sinode bila je: O odgoju budućih svećenika u današnjim okolnostima.
U radu sinode biskupa sudjelovalo je 238 sinodalnih otaca. Kao predstavnik hrvatskoga episkopata sudjelovao je splitsko-makarski nadbiskup Ante Jurić.
S ovoga zasjedanja sinodalni oci su uputili Poruku narodu Božjemu te je 41 prijedlog dostavljen papi Ivanu Pavlu II. koji je te materijale upotrijebio pri izradi apostolske pobudnice Pastores dabo vobis (1992.).

### Članci
- Vukšić, Tomo. 2006. Teme i način rada generalnih biskupskih sinoda (1967.-2001.). Vrhbosnensia. Univerzitet u Sarajevu – Katolički bogoslovni fakultet. Sarajevo. 10 (1): 49–78